# Francisco Roig Ballester
Francisco Roig Ballester (Poble Nou, València, 15 de febrer de 1912 - Puçol, 14 de març de 2003) va ser un empresari valencià, fundador de Mercadona i Pamesa Ceràmica. Estava casat amb Trinidad Alfonso Mocholí, i va tenir set fills: Francisco, Empara, Vicente, Trinidad, Fernando, Juan i Alfonso.

## Vida
Francisco Roig Ballester va néixer a la pedania de Poble Nou de la ciutat de València. Va quedar orfe a edat molt curta i el seu oncle Vicente es va fer càrrec de la seua educació. Dedicat al sector agropecuari, va fundar Cárnicas Roig, que va convertir en una gran companyia, de les poques de la seva època que incloïen tot el procés productiu fins a la venda directa. Entre les firmes que va fundar es troben: Cooperativa Ganadera Valenciana, Agropecuaria del Saladar, Pamesa Ceràmica i Mercadona.
No va abandonar els seus negocis fins que la salut li ho va impedir, amb més de vuitanta anys.
En l'actualitat, els seus fills Francisco (Grupo Corporativo Roig), Fernando Roig (Pamesa Ceràmica) i Juan (Mercadona) es troben al capdavant dels negocis familiars. Mercadona s'ha convertit a la cadena de supermercats més important d'Espanya i Pamesa Ceràmica és una de les firmes líders del seu sector a Europa.
Després d'una llarga malaltia, Francisco Roig Ballester va morir a Puçol en 2003.